# 영웅전설: 새벽의 궤적
영웅전설: 새벽의 궤적(일본어: 英雄伝説 暁の軌跡, The Legend of Heroes: Akatsuki no Kiseki)은 유저조이 테크놀로지가 개발하고 니혼 팔콤이 배급한 2016년 롤플레잉 가챠 게임이다. 궤적 시리즈의 스핀오프이자, 그 자체로 영웅전설 프랜차이즈의 일부이며 브라우저용으로 일본에서 처음 출시되었다. 새벽의 궤적은 나중에 마이크로소프트 윈도우, 플레이스테이션 비타, 플레이스테이션 4, 안드로이드 (운영체제), iOS, 닌텐도 스위치로 이식되었다. 플레이스테이션과 스위치판은 2022년에 판매가 중단되었다.